# Caylusea
Caylusea, biljni rod iz porodice Resedaceae (katančevke). Pripadaju mu tri vrste jednogodišnjeg raslinja i trajnica iz sjeverne i istočne Afrike, Arapskog i Indijskog poluotoka, i od Irana do istočnog Mediterana

## Vrste
1. Caylusea abyssinica (Fresen.) Fisch. & C.A.Mey.
2. Caylusea hexagyna (Forssk.) M.L.Green
3. Caylusea latifolia P.Taylor

## Sinonimi
- Hexastylis Raf.
- Stylexia Raf.
- Syntrophe Ehrenb. ex Müll.Arg.